# Єврейський цвинтар (Белз)
50°23′02″ пн. ш. 23°59′29″ сх. д. / 50.384° пн. ш. 23.9915° сх. д.

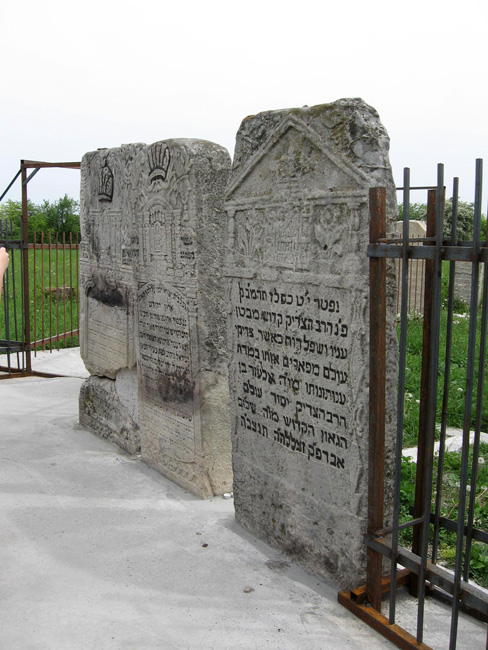
Надгробки рабинів

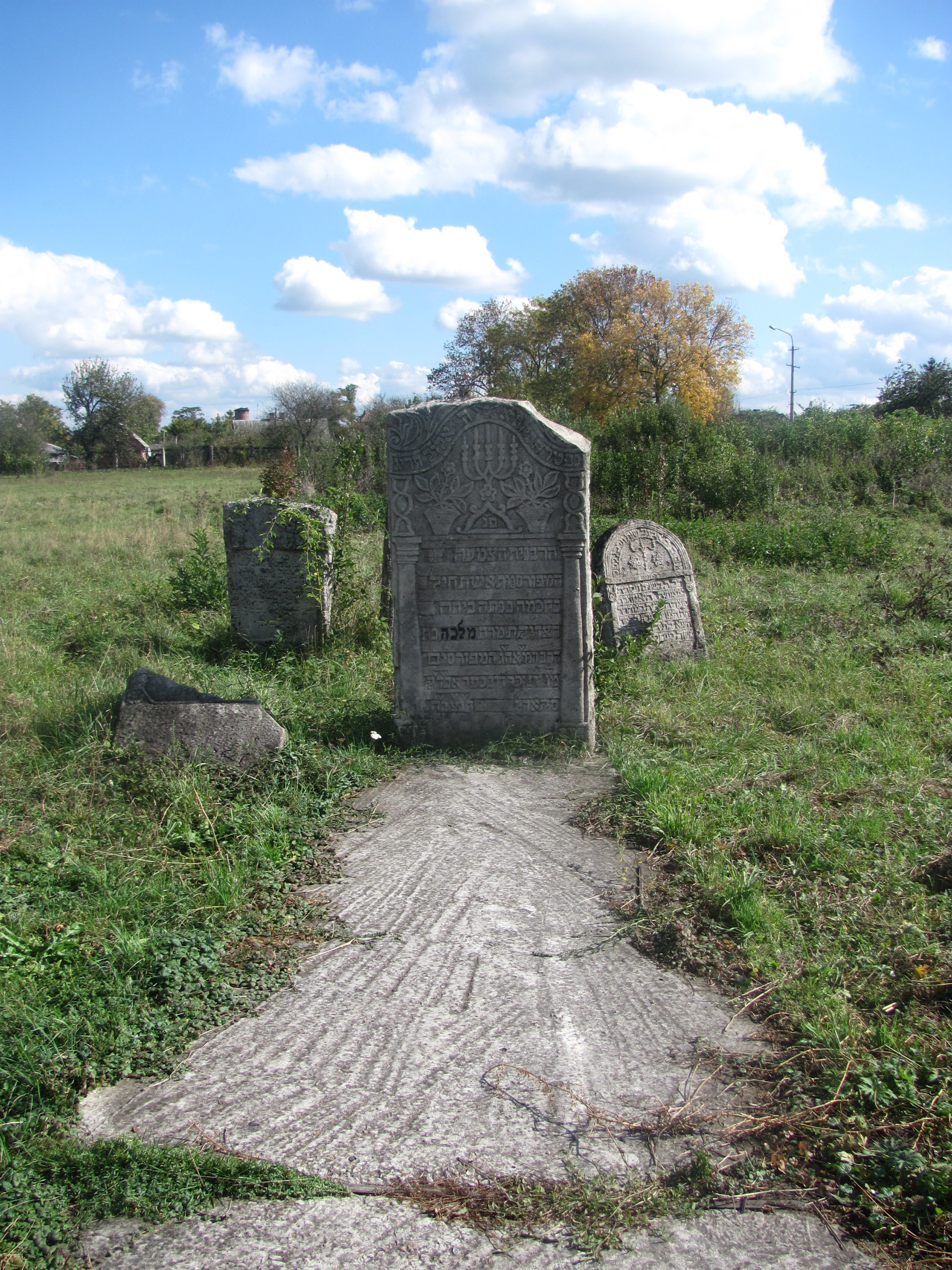
Єврейський цвинтар у Белзі

Єврейський цвинтар у Белзі, місті Львівської області на заході України, було закладено у 1790 році на захід від міста.

## Короткий опис
У 1816 році Белз став одним з центрів хасидизму в Галичині та резиденцією знаменитої хасидської династії. 
У Белзі збереглися залишки кіркута зі збереженими кількома мацевами (надгробками), зокрема гробниці очільників династії Белцер : Шалома Рокеаха (пом. 1855), його сина Єгошуа Рокеаха (1825–1894) та його онука Ісахара Доу Рокеаха (пом. 1926).
Влітку 2007 року священний для юдеїв кіркут, на якому поховано декілька поколінь белзьких цадиків Рокеахів, обнесли мурованою огорожею з табличкою "Sacred Site".
На сусідній території збудували синагогу та готель для паломників до могил цадиків. Євреї-хасиди приходять молитися на місці зруйнованої синагоги, а також на єврейському цвинтарі, де поховані хасидський цадик Шломо Рокеах та його родина.